# 博库德赖
博库德赖（法語：Beaucoudray，法語發音：[bokudʁɛ]）是法国芒什省的一个市镇，属于圣洛区。

## 地理
博库德赖（48°57'31"N, 1°8'31"W）面积4.7 平方千米，位于法国诺曼底大区芒什省，该省份为法国西北部沿海省份，西、北、东北三面环大西洋，东起顺时针与卡爾瓦多斯省、奧恩省、马耶讷省和伊勒-维莱讷省接壤。
与博库德赖接壤的市镇（或旧市镇、城区）包括：蒙塔博、穆瓦永维拉日、诺曼底地区佩尔西、泰西博卡日、维勒博东。

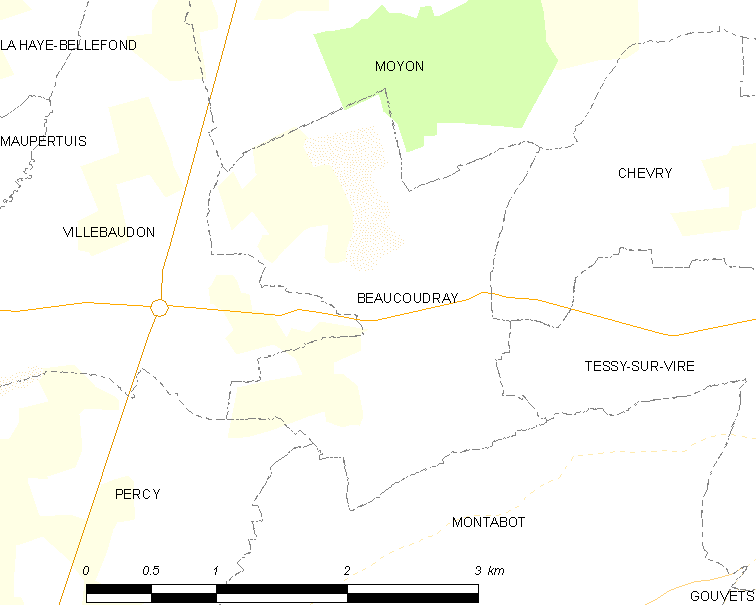
博库德赖的OSM定位图

博库德赖的时区为UTC+01:00、UTC+02:00（夏令时）。

## 行政
博库德赖的邮政编码为50420，INSEE市镇编码为50039。

## 政治
博库德赖所属的省级选区为维尔河畔孔代县。

## 人口

1962-2008年间博库德赖人口变化图示

博库德赖于2022年1月1日时的人口数量为136人。